# Osteolaemus tetraspis
Il coccodrillo nano (Osteolaemus tetraspis Cope, 1861), anche conosciuto come coccodrillo nano africano, coccodrillo dal muso largo (un nome usato più spesso per indicare il coccodrillo palustre asiatico) o osteolemo, è una specie di coccodrillo africano originario dell'Africa centro-occidentale, nonché il più piccolo coccodrillo vivente. Il campionamento di questo animale ha identificato tre popolazioni geneticamente distinte, ed alcuni studiosi ritengono che questi risultati eleverebbero la sottospecie O. t. osborni allo status di specie a sé stante.

## Descrizione

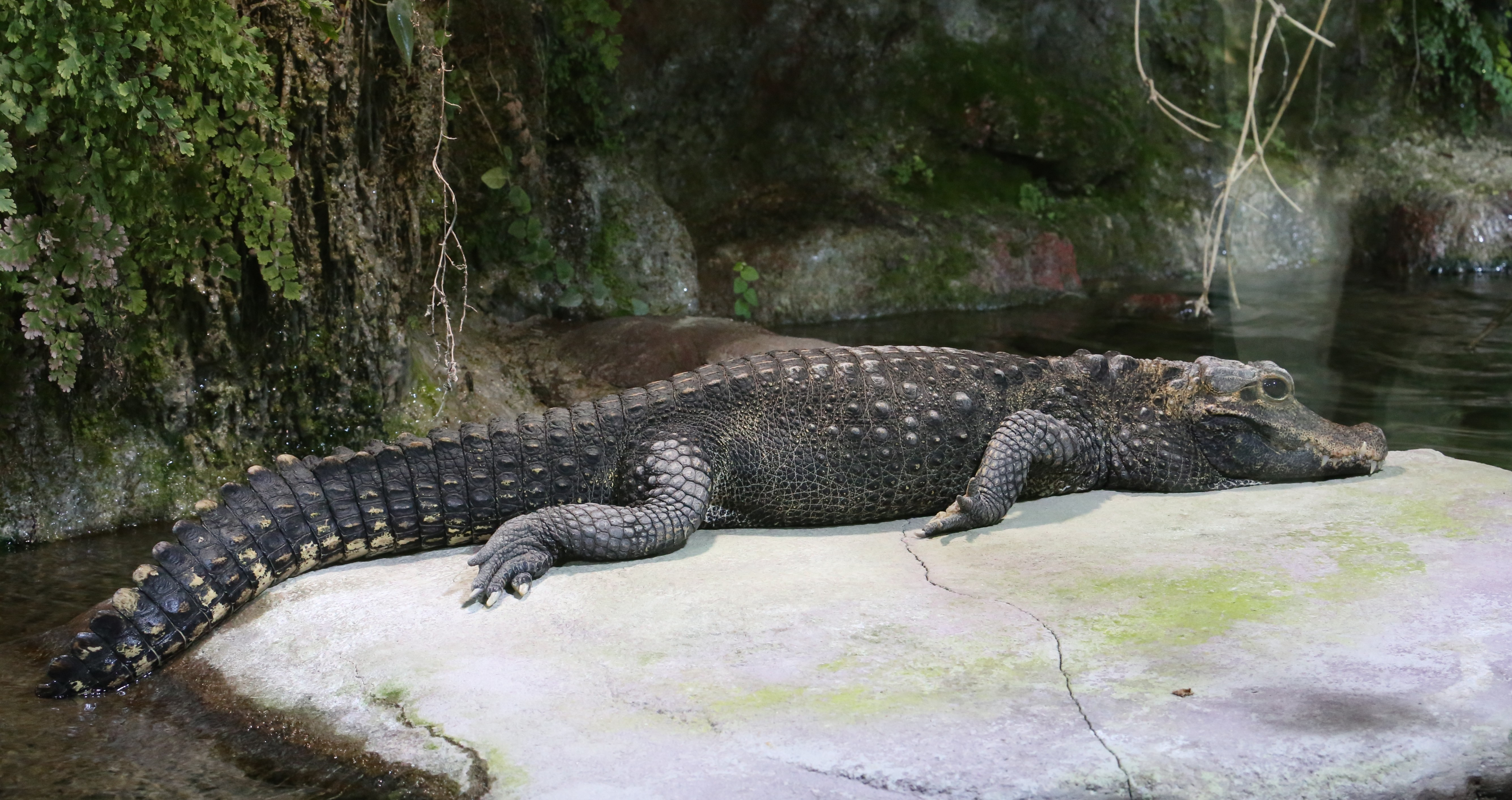
Un esemplare intento a prendere il sole, allo zoo di Hellabrunn

I coccodrilli nani adulti raggiungono una lunghezza media di 1,5 metri, sebbene la lunghezza massima registrata per questa specie sia di 1,9 metri. Gli esemplari adulti pesano tipicamente tra 18 e 32 kg, con le femmine più grandi che possono raggiungere un massimo di 40 kg, mentre i maschi più grandi possono arrivare a 80 kg. Questo la rende la più piccola specie di coccodrillo vivente, sebbene il caimano nano di Cuvier (Paleosuchus palpebrosus), un membro della famiglia Alligatoridae, sia più piccolo raggiungendo una lunghezza massima di 1,7 metri. Se il coccodrillo nano del Congo (O. osborni) fosse riconosciuto come una specie valida, sarebbe il coccodrillo più piccolo esistente, in quanto gli esemplari di questa presunta specie non superano i 1,2 metri. Gli esemplari adulti hanno una colorazione scura su dorso e fianchi, mentre la parte inferiore è giallastra cosparsa di macchie nere. Gli individui delle popolazioni che vivono nelle caverne presentano macchie arancioni, apparentemente causate dal guano alcalino dei pipistrelli che erode la pelle dei coccodrilli. I giovani hanno una colorazione marrone più chiara sul corpo e sulla coda e motivi gialli sulla testa, che vengono persi dagli adulti con la crescita.
A causa delle sue piccole dimensioni e dell'alta vulnerabilità alla predazione, questa specie ha collo, dorso e coda pesantemente corazzati, con osteodermi che proteggono anche la pancia e la parte inferiore del collo. Persino le palpebre sono quasi completamente ossificate.
Il coccodrillo nano ha un muso corto e smussato e largo, simile a quello di un caimano nano di Cuvier, probabilmente il risultato dell'occupazione di nicchie ecologiche simili. La dentizione è composta da quattro denti premascellari, da 12 a 13 denti nella mascella e da 14 a 15 denti nella mandibola.
La sottospecie O. t. tetraspis presenta una colorazione più chiara, un muso più appuntito e rivolto verso l'alto, ed è più corazzato rispetto a O. t. osborni.

## Biologia

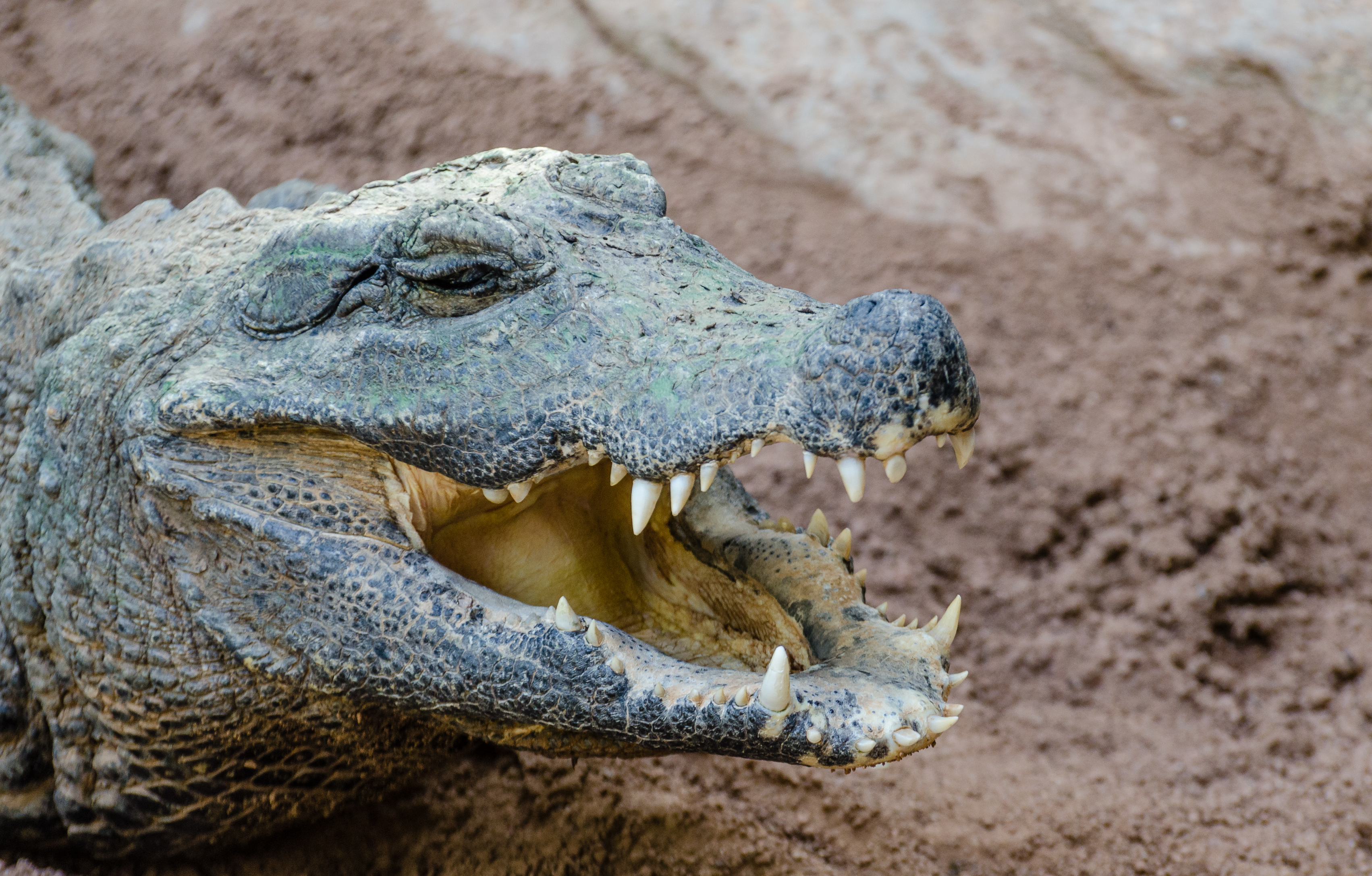
Primo piano della testa, al bioparco di Fuengirola, Andalusia

Il coccodrillo nano è un rettile dal carattere riservato e prevalentemente notturno che trascorre le ore diurne nascosto in pozze d'acqua o all'interno delle sue tane, anche se occasionalmente può rimanere attivo anche durante il giorno. La caccia avviene principalmente dentro o nei pressi di corsi d'acqua, sebbene sia considerata una delle specie di coccodrillo più terrestri, e possa talvolta espandere la sua dieta a prede terrestri, ampliando il suo territorio di caccia, specialmente dopo le piogge.
I coccodrilli nani sono predatori generalisti e sono stati osservati nutrirsi di una vasta gamma di piccoli animali come pesci, granchi, rane, gasteropodi, insetti, lucertole, uccelli acquatici, pipistrelli e toporagni. In uno studio condotto nella Repubblica Democratica del Congo si è osservato come l'alimentazione della popolazione locale fosse composta principalmente da pesce, mentre in un altro studio sulla popolazione della Nigeria, la dieta di questi animali era composta principalmente da gasteropodi e granchi. Le popolazioni del Congo mostrano un livello di stagionalità nella loro dieta, che passa dal pesce nella stagione delle piogge ai crostacei nella stagione secca, quando il pesce è meno disponibile. All'interno del contenuto dello stomaco di alcuni coccodrilli nani sono stati trovati anche resti di materiale vegetale, anche se si sospetta che fosse stato ingerito accidentalmente dagli animali. I coccodrilli nani possono sopravvivere per periodi relativamente lunghi senza nutrirsi. Durante la stagione secca, questi coccodrilli si ritirano spesso in buche profonde.
Per via della sua natura solitaria e notturna, i coccodrilli nani scavano le proprie tana in cui possano nascondersi e riposare durante il giorno, che a volte può avere un'entrata sommersa. Quando si trovano impossibilitati al costruire una propria tana, riposano tra le radici sommerse degli alberi che pendono sugli stagni in cui vive.

### Riproduzione

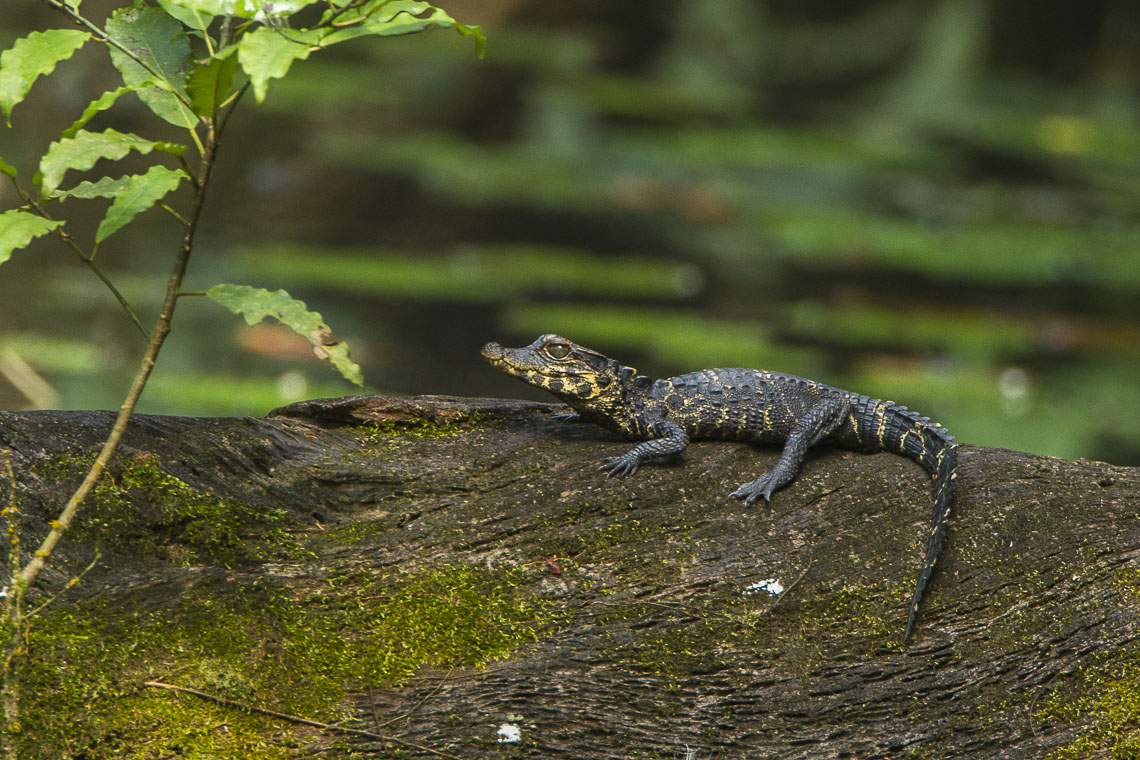
Giovane, in Ghana

Vivendo prevalentemente vite solitarie, questi coccodrilli interagiscono strettamente tra di loro solo durante la stagione riproduttiva. In questo frangente, il maschio si avvicina e scivola sul dorso della femmina abbracciandola con le zampe anteriori per mantenere la presa. In questo momento avviene l'allineamento della sua cloaca con quella della compagna che se è ricettiva all'accoppiamento la apre. Dopo l'accoppiamento, le femmine costruiscono i nidi all'inizio della stagione delle piogge, che si estende tra maggio e giugno. Il nido, situato nei pressi di corsi d'acqua, è un cumulo di terra e vegetazione umida e in decomposizione, che incuba le uova grazie al calore generato dalla decomposizione del materiale vegetale. All'interno vengono deposte circa 10 uova, anche se si conoscono casi di nidi contenenti fino a 20 uova, che rimangono in incubazione per 85-105 giorni. Appena schiusi i piccoli misurano appena 28 centimetri. La femmina rimane nei pressi del nido durante tutto il periodo d'incubazione e, dopo la schiusa delle uova, veglia sui piccoli per un periodo di tempo sconosciuto, poiché i piccoli rappresentano una facile preda per una vasta gamma di predatori (uccelli, pesci, mammiferi e rettili, compresi altri coccodrilli).

## Distribuzione e habitat

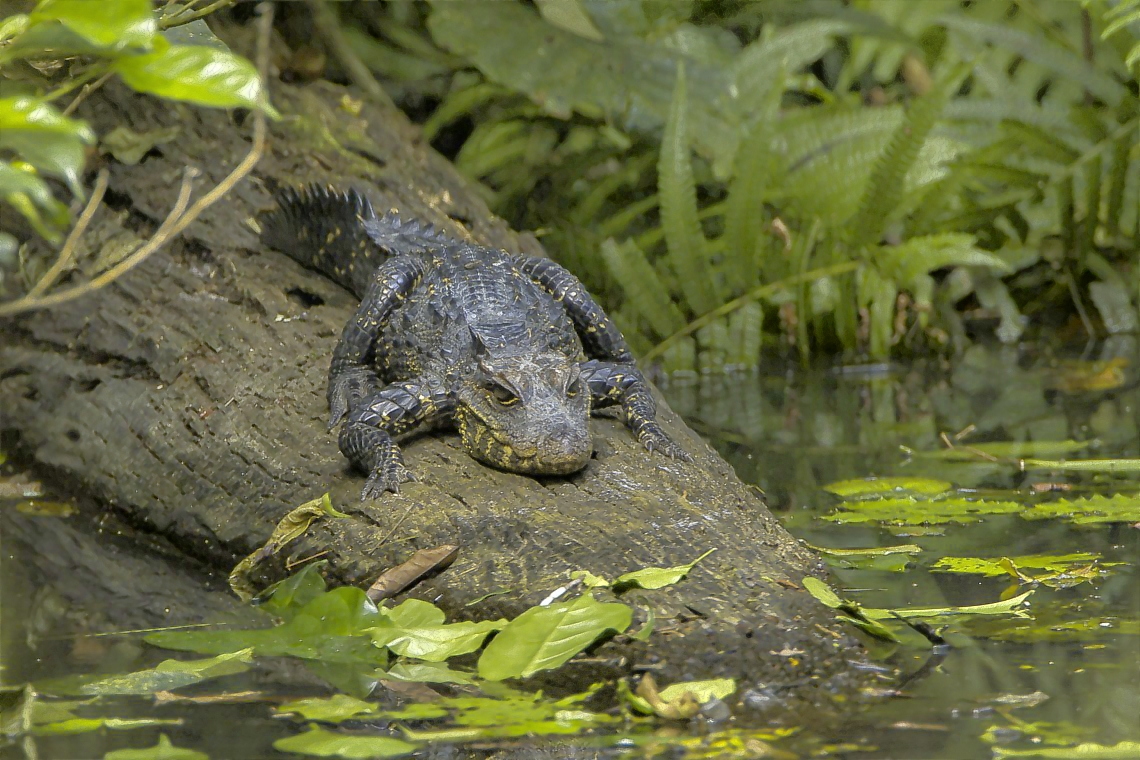
Un esemplare adolescente, nel Ankasa Conservation Area, Ghana

I coccodrilli nani sono originari delle regioni tropicali dell'Africa occidentale subsahariana e dell'Africa centrale. Il loro areale si sovrappone notevolmente a quella del coccodrillo catafratto, comprendendo paesi fino all'estremo ovest del Senegal, raggiungendo l'Uganda a est e spaziando a sud fino all'Angola. L'ultimo avvistamento confermato in Uganda risale agli anni '40, anche se non è chiaro se la specie, che viene spesso trascurata, sopravviva ancora nella regione (in quanto già rara in questo paese, abitando solo nell'estremo sud-ovest).
I coccodrilli nani vivono dalle pianure alle medie altitudini in torrenti, piccoli fiumi, paludi, stagni e mangrovie, ma generalmente evitano i grandi fiumi. La maggior parte del loro areale comprende regioni boscose, ma può estendersi anche in regioni più aperte, soprattutto dove i torrenti o i fiumi sono ben ombreggiati dalla vegetazione. A differenza della maggior parte dei coccodrilli, i coccodrilli nani si crogiolano raramente al sole, forse per evitare i predatori date le loro piccole dimensioni. Durante la notte possono spostarsi sulla terraferma per lunghi periodi, alla ricerca di nuovi territori. Sono anche stati segnalati casi di coccodrilli nani in pozze isolate nelle savane. Nel Gabon occidentale, vi è una popolazione di coccodrilli nani che vivono all'interno delle grotte, che si distinguono come un gruppo genetico isolato.

## Tassonomia

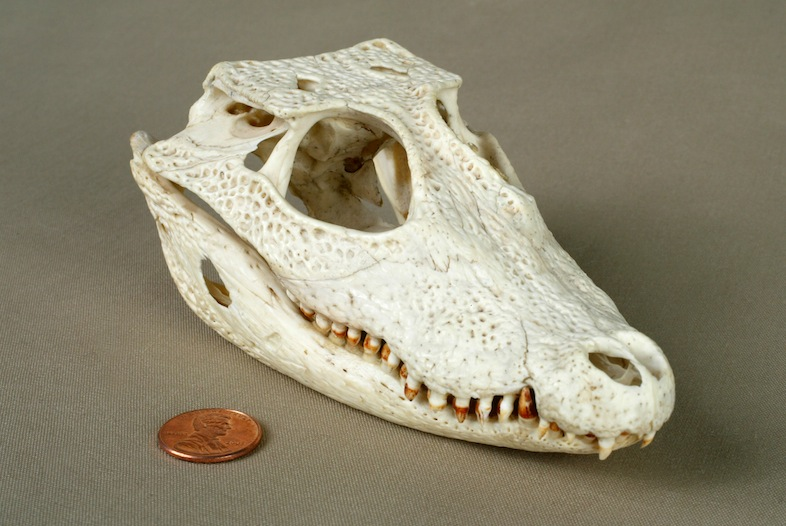
Cranio dalla collezione del Children's Museum of Indianapolis

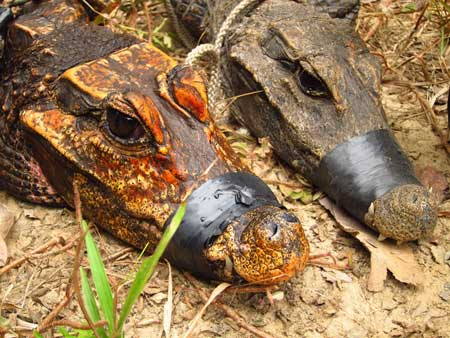
Coccodrillo nano delle caverne dalla colorazione arancione accanto ad un individuo "normale", nel Gabon

Osteolaemus tetraspis è l'unica specie inclusa nel genere monotipico Osteolaemus, con due sottospecie riconosciute:
- O. t. tetraspis Cope, 1861
- O. t. osborni (Schmidt, 1919) – Coccodrillo nano del Congo (o di Osborn)

La seconda sottospecie, O. t. osborni, ha avuto una storia tassonomica alquanto contorta. Venne descritta per la prima volta come Osteoblepharon osborni da Schmidt, nel 1919, sulla base di alcuni esemplari del bacino del fiume Congo superiore in quella che oggi è la Repubblica Democratica del Congo. Tuttavia, Inger in un documento del 1948 trovò gli esemplari privi delle caratteristiche che giustificherebbero una generica separazione da Osteolaemus e riferì questi esemplari a Osteolaemus osborni. Nel 1961, il taxon venne ridotto al rango di sottospecie.
Uno studio sulla morfologia di questi esemplari, pubblicato nel 2007, e studi sul DNA nel 2009, 2013 e 2015 indicano che il genere Osteolaemus sarebbe diviso in tre popolazioni nettamente diverse a livello genetico, e ciascuna di esse potrebbe meritare di essere elevata a specie a sé stante. Queste sarebbero: O. tetrapis (bacino del fiume Ogooué e parte dell'Africa centrale), O. osborni (bacino del fiume Congo), ed una possibile terza specie ancora senza nome (Africa occidentale). Tuttavia, la popolazione della Nigeria risulta in bilico tra l'essere classificata come O. tetrapis o come la possibile terza specie senza nome dell'Africa occidentale, in quanto non è stata ancora studiata adeguatamente. Un quarto potenziale clade è stato trovato in uno studio su degli esemplari in cattività nel 2013, ma non è chiaro dove i membri di questo clade vivano allo stato selvatico. In alcune regioni le specie possono entrare in contatto ed incrociarsi tra di loro. Ad esempio, il Camerun ospita sia O. tetrapis che O. osborni.

### Etimologia
Il nome generico, Osteolaemus, significa "gola ossea" e deriva dal greco antico όστεον ossia "osso", e λαιμός ossia "gola". Il genere è stato chiamato così per via degli osteodermi trovati tra le squame del collo e del ventre. L'epiteto specifico, tetraspis, significa "quattro scudi", e deriva dal greco antico τετρα ossia "quattro", e ασπίς ossia "scudo", poiché la parte posteriore del collo presenta quattro grandi squame simili a scudi. Il nome sottospecifico, osborni, è stato dato come omaggio al paleontologo americano Henry Fairfield Osborn.

## Conservazione

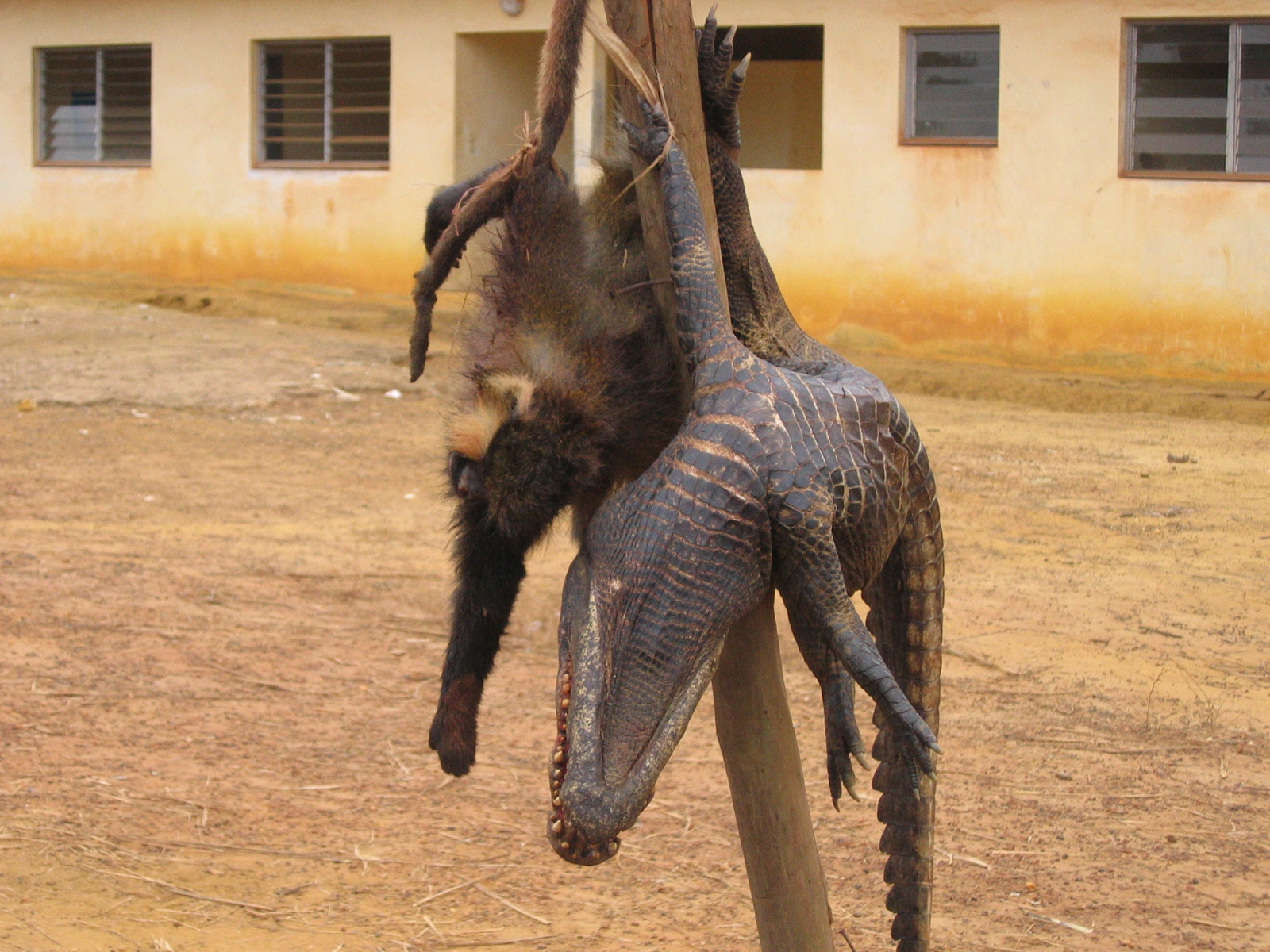
Carcassa di coccodrillo nano appeso con una scimmia. La caccia per il mercato della bushmeat è una delle principali minacce per questa specie

Il coccodrillo nano è considerato Vulnerabile dalla IUCN, ed è elencato nell'Appendice I della CITES. È una specie poco conosciuta, quindi a differenza dei loro parenti più studiati, gli ambientalisti spesso non sono così consapevoli di come le loro popolazioni stiano andando incontro alla crescente pressione umana negli ecosistemi in cui risiedono. I dati dei sondaggi, quando disponibili, mostrano un certo declino nelle popolazioni, a causa della caccia per il mercato della bushmeat e/o per la perdita dell'habitat a causa della deforestazione. Tuttavia, l'animale è ampiamente diffuso e, presumibilmente, numeroso nel complesso. In alcune regioni le popolazioni rimangono stabili ed in salute, ma in altre (come Gambia e Liberia) sono gravemente diminuite e potrebbero rischiare l'estirpazione. I coccodrilli nani sono presenti anche in diverse riserve protette, che ne proteggono il numero.
Sebbene venga talvolta utilizzata nella produzione locale di prodotti in cuoio, la pelle di questo rettile non è considerata pregiata come quella dei suoi "cugini", per questo c'é poco interesse nell'allevare l'animale in cattività o in un programma di uso sostenibile. Al contrario, l'animale sembra essere maggiormente cacciato per la carne per il mercato della bushmeat.
Al contrario, i coccodrilli nani sono ampiamente tenuti e allevati negli zoo, per via delle ridotte dimensioni che li rendono più gestibili delle specie più grandi. Sulla base di uno studio effettuato sugli individui tenuti negli zoo AZA, gli esemplari in cattività in Nord America appartengono principalmente alla specie O. tetrapis e alla possibile specie dell'Africa occidentale senza nome, ma ci sono anche alcuni ibridi tra le due presunte specie. Un altro studio di individui tenuti negli zoo EAZA ha rivelato un quadro simile per l'Europa, dimostrando però che questi individui appartenevano invece al presunto quarto clade (area nativa sconosciuta) ed un singolo O. osborni.